# Langstachelhusar
Der Langstachelhusar (Holocentrus rufus), auch Karibischer Eichhörnchenfisch genannt, ist ein Fisch aus der Familie der Soldaten- und Husarenfische und wird der Unterfamilie der Husarenfische zugeordnet. Er lebt im tropischen Westatlantik vom südlichen Florida über die Bermudas, den nordwestlichen Golf von Mexiko und die Antillen bis zur Nordküste Südamerikas. Er kommt bis zu einer Meerestiefe von 35 Metern vor. 

## Merkmale
Die Grundfarbe dieses 30 bis 35 Zentimeter großen Fisches ist rot mit hellen Längsstreifen. Gelegentlich zeichnen sich auch helle Körperflecken ab. Hinter der Spitze jedes Flossenstachels des weißen, hartstrahligen Teils der Rückenflosse sitzt ein weißer, dreieckiger Fleck. Der gelbe weichstrahlige Teil der Rückenflosse ist vorne lang ausgezogen. Der Hinterrand des Kiefers reicht bis hinter die Augenmitte.
Wie andere Husarenfische kann auch der Langstachelhusar Geräusche erzeugen. Dazu werden Muskeln kontrahiert, und die Schwimmblase dient als akustischer Verstärker. Zu hören sind diese Laute bei Gefahr sowie wenn der Fisch sich verteidigt.
- Flossenformel: Dorsale XI/14–16, Anale IV/9–11.

## Lebensweise
Der Langstachelhusar lebt in Korallen- und Felsriffen. Die vor allem nachtaktive Art lebt einzeln und ist vor allem an Höhleneingängen anzutreffen, nachts geht sie über Sandflächen und Seegraswiesen auf die Jagd. Sie ernährt sich vor allem von Krebstieren, Weichtieren, Schlangensternen und von kleinen Fischen.